# Samuel Ampzing
Samuel Ampzing né à Haarlem le 24 juin 1590 et décédé dans la même ville le 29 juillet 1632, était un pasteur protestant et écrivain néerlandais.

## Biographie
Son père, pasteur protestant, partit pour l’étranger en laissant sans ressources son épouse et ses sept enfants. Par les soins de la municipalité de Haarlem, Samuel, probablement le cadet de la fratrie, put poursuivre des études à l’école latine de la ville, puis au Staten-College de Leyde. Après achèvement de ses études de théologie, entamées en 1613 à Genève, et après avoir passé à Leyde son examen péremptoire en 1616, il se maria puis s’engagea à son tour dans le ministère pastoral. Il s’en alla d’abord exercer à Rijsoord et Strevelshoek, en Hollande-Méridionale, avant d’être nommé en 1619 pasteur à la Grote Kerk (litt. église Majeure, ou église Saint-Bavon) de Haarlem, où il prêcha tant en néerlandais qu’en français.

## Œuvre
Vers 1616, Ampzing donna une traduction des Saturnalia de Petrus Scriverius, sous le titre Gebruyk ende misbruyk vanden Tabak (litt. Us et abus du tabac). Dès 1616, pressé, dit-il, par un impérieux besoin d’écrire (door drang tot dichten gedreven), il commença, assisté de Scriverius, la rédaction d’une description de Haarlem en vers, intitulée Beschrijvinge ende lof der stad Haerlem in Holland (litt. Description et Éloge de la ville de Haarlem en Hollande). Cet ouvrage, illustré de gravures représentant Haarlem de la main de Pieter Saenredam et de Jan van de Velde, qui parut en 1616, en 1621, puis enfin, pour la première fois sous son propre nom, en 1628, ne sera supplanté que par les travaux historiographiques de Pieter Langendijk (en) près d’un siècle plus tard. En guise de prologue à l’édition de 1628, Ampzing écrivit une dissertation consacrée à la langue néerlandaise, où il traita notamment des règles de la rhétorique ; il en paraîtra une édition à part en 1628, sous le titre de Taelbericht der Nederlandsche spellinge (Exposé sur l’orthographe du néerlandais), complétée d’une Couronne de lauriers en hommage à l’imprimeur Laurens Janszoon Koster.

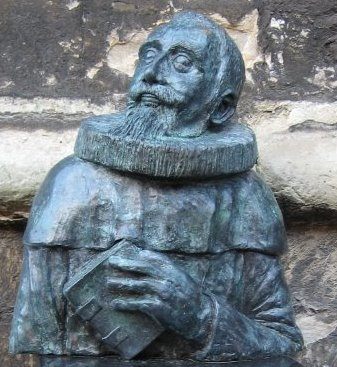
Buste de Samuel Ampzing (2006) près de la Grote Kerk à Haarlem.

### Écrits polémiques
Tandis qu’il était prédicateur à Rijsoord, il traduisit un des traités en latin qu’avait rédigés son père contre les anabaptistes (Tres disputationes theologicae adversus anabaptistas). Ampzing ne se fit pas faute de prendre position dans les polémiques religieuses qui secouèrent son époque. Ainsi s’en prit-il avec véhémence à l’église catholique, ce qui lui valut d’être la cible de nombreuses pasquinades de la part de ses ennemis, où même des détails de la vie de son père furent exploités à ses dépens. En 1629, il tressa en l’honneur de Frédéric-Henri sa Nassausche Lauren-Kranze (Couronne de lauriers des Nassau), en élégants alexandrins, mais en se montrant fort incisif contre l’Espagne et Rome. Dans le même esprit, il écrivit en 1632 un pamphlet contre les klopjes (religieuses catholiques de substitution apparues aux Pays-Bas à la suite de l’interdiction des ordres religieux catholiques), qu’il appelait femmes-jésuites. Lorsque Vondel composa un poème pour se féliciter du départ d’Amsterdam du virulent contre-remonstrant Boogaert, Ampzing lui fit écho en publiant en 1629 l’âpre pamphlet Eer-verdediginge tegen de ‘Arminiaensche grimmigheyd’ (litt. Plaidoyer contre l’acrimonie arminienne).

### Purisme
Son œuvre poétique, laquelle en vérité n’occupe qu’une place assez secondaire dans l’histoire des lettres néerlandaises, se signale cependant par un langage particulièrement soigné. À la différence de ses contemporains, Ampzing en effet choisissait son vocabulaire avec un soin méticuleux et s’opposait vigoureusement à l’usage, dans les œuvres en néerlandais, de vocables étrangers, plus spécialement en provenance du latin et du français, langues dont il estimait l’influence délétère et préjudiciable à la beauté et à la pureté du néerlandais.
Cette querelle langagière ressurgit sous un nouvel avatar en 1999, lorsque fut fondée l’Ampzing Genootschap, association dont les membres entendent lutter – dans l’esprit d’Ampzing, mais sur un mode essentiellement humoristique – contre l’emploi intempestif de mots d’emprunt d’origine anglaise dans le néerlandais contemporain. C’est du reste à l’initiative de cette association qu’un buste de Samuel Ampzing fut installé sur la place Oude Groenmarkt à Haarlem, près d’un des contreforts du transept sud de la Grote Kerk, et inauguré le 26 novembre 2006.